# Prokaryoter
Prokaryot betyder egentlig 'før kerne'. Prokaryoter er, hovedsageligt, en-cellede organismer, som ikke har cellekerne. Bakterier og arkæer er prokaryoter. Ligeledes menes organellet mitokondrie i eukaryoters celler oprindeligt at stamme fra en prokaryot, som en eukaryotisk celle har opslugt.
Udover at mangle cellekerne har prokaryoter heller ikke visse organeller, såsom mitokondrier og kloroplastre (grønkorn). Arvemassen er organiseret i et ringformet DNA-stykke evt. suppleret med små ringformede mini-stykker DNA, kaldet plasmider.
Størrelsen af prokaryoter er typisk 0,5 – 2 µm og cellemembranen er meget tynd. Prokaryoter opdeles systematisk i to hovedgrupper: Bakterier (eubakterier) og arkæer (arkebakterier).
Det modsatte af prokaryoter er eukaryoter.